# Grüngelber Ritterling
Der Gelbliche oder Grüngelbe Ritterling (Tricholoma sejunctum) ist ein Blätterpilz aus der Familie der Ritterlingsverwandten (Tricholomataceae). Die mittelgroßen bis großen Fruchtkörper haben einen mehr oder weniger schmierigen, grüngelben bis olivgelben Hut mit radialfaserig eingewachsener Oberfläche. Das Fleisch riecht stark mehlig und schmeckt mild bis bitterlich. Der Mykorrhizapilz wächst überwiegend in Laubwäldern und ist meist mit Eichen, Birken oder Buchen vergesellschaftet. Die Fruchtkörper des recht seltenen und ungenießbaren Ritterlings erscheinen von August bis November.

## Merkmale

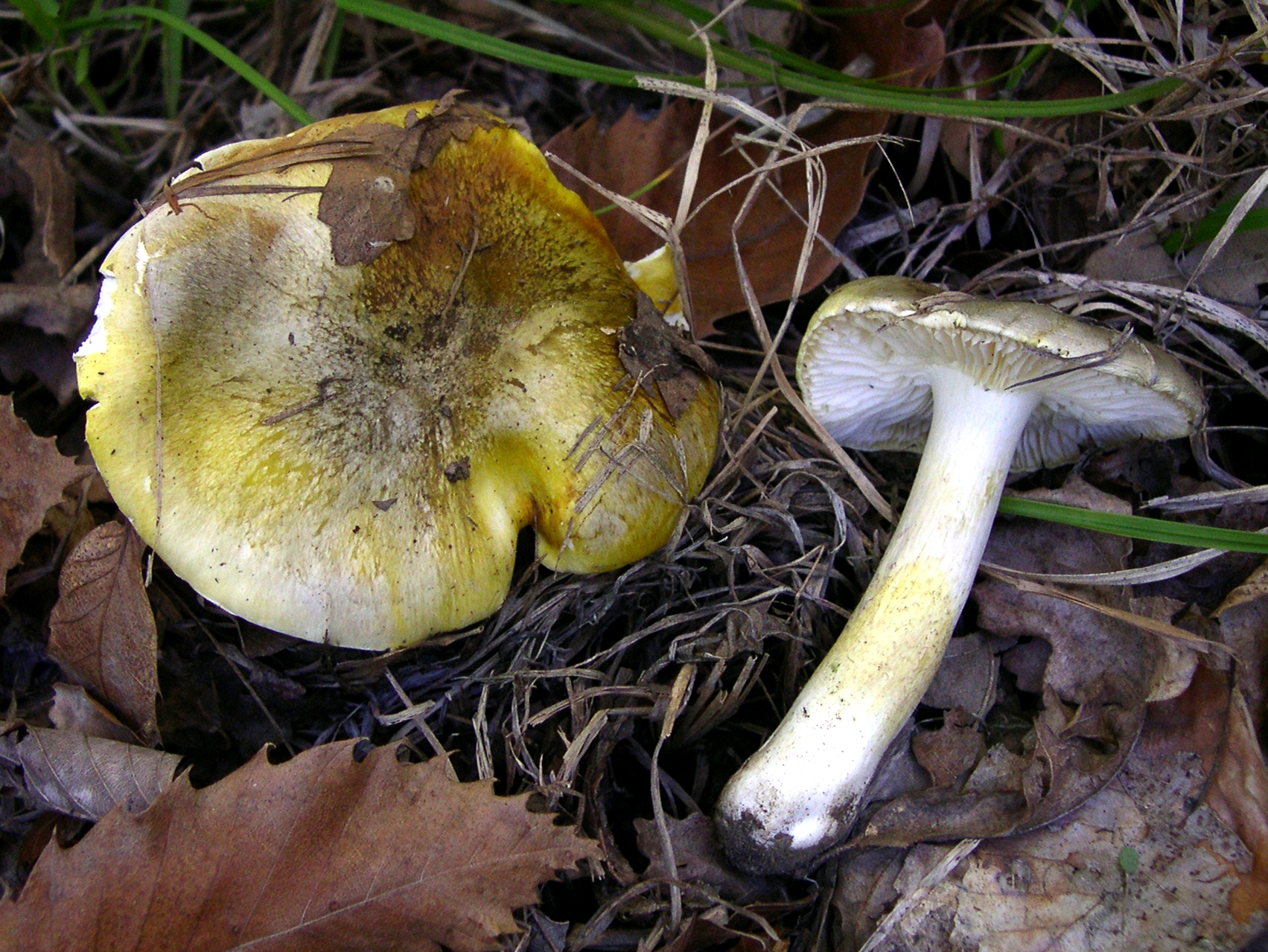
Der Stiel des Grüngelben Ritterlings ist bisweilen grünlich bis gelblich überhaucht.

### Makroskopische Merkmale
Der mäßig- bis dickfleischige Hut hat einen Durchmesser von 3–9(–12) cm. Er ist anfangs kegelig-gewölbt, dann flach gewölbt bis ausgebreitet und trägt meist einen deutlichen, breiten Buckel. Die Oberfläche ist eingewachsen radialfaserig und bei Feuchtigkeit leicht schmierig. Farblich ist der Hut sehr variabel: Das Spektrum reicht von hellem Gelbgrün bis Dunkeloliv. Meist ist er aber überwiegend grünlich mit mehr oder weniger bronzefarbener Mitte und gelblich gefärbtem Rand.
Die ziemlich dichtstehenden, weißlichen Lamellen sind am Stiel tief ausgebuchtet angewachsen. Das Sporenpulver ist weiß.
Der weißliche, zylindrisch bis keulige Stiel ist 7–10(–13) cm lang und 0,8–2,5 cm breit. Er ist oft vollfleischig, fest und starr. Die Stielbasis ist manchmal zugespitzt. Der Stiel ist bisweilen grünlich überhaucht. Die Stielspitze ist weiß, zur Basis hin ist der Stiel mehr gelblich getönt.
Das weißliche, sich auf Druck oder bei Kontakt mit Luftsauerstoff nicht verfärbende Fleisch (Trama) ist starr und fest. Unter der Huthaut kann es auch gelblich bis grünlich gefärbt sein. Es riecht stark und deutlich mehlig bzw. nach Salatgurke, oft auch mit einer fruchtigen Komponente. Es schmeckt mehlig-mild, im Nachgeschmack aber oft deutlich bitter.

### Mikroskopische Merkmale
Die fast kugeligen bis elliptischen, in Iodlösung nicht verfärbenden (inamyloiden) Sporen messen (5,5–)6,0–7,5(–8,5) × 4,5–6,0 µm und haben einen deutlich ausgebildeten Apiculus. Der Quotient aus Sporenlänge und -breite liegt durchschnittlich zwischen 1,2 und 1,4.
Die viersporigen und schnallenlosen Sporenständer (Basidien) sind 31–43 µm lang und 7,0–9,0 µm breit. Die Lamellenschneiden sind fertil oder tragen wenige bis zahlreiche zystidenartige Zellen, die dünnwandig und unregelmäßig geformt sind. Die Hutdeckschicht (Pileipellis) ist eine bis zu 200 µm dicke Ixocutis, die aus septierten Pilzfäden (Hyphen) besteht. Die zylindrischen Endzellen messen 20–65 × 1,5–4,5 µm. Die Zellwände sind durchscheinend (hyalin) und sehr fein inkrustiert. Die Subpellis ist gut entwickelt und besteht aus zylindrischen, leicht aufgeblasenen Elementen, die 20–65 µm lang und 2,5–7,5 µm breit sind und inkrustierte Zellwände haben. Die Stielrinde (Stipitipellis) ist eine Cutis aus liegenden zylindrischen Hyphen. Die Zellwände sind hyalin oder leicht inkrustiert. An der Stielspitze findet man auch sterile Elemente (Caulozystiden). Sie sind zylindrisch, 20–65 µm lang und 2,0–6,5 µm breit. Schnallen kommen nicht vor.

## Artabgrenzung
Beim Grüngelben Ritterling handelt es sich um eine äußerst veränderliche Art, deren genaue Abgrenzung von nahe verwandten Arten umstritten ist. Kennzeichnend für ihn ist der leicht schmierige, mehr oder weniger grüngelbe, radialfaserige Hut. Der verwandte Grünling (Tricholoma equestre) unterscheidet sich durch den intensiv gelben Fruchtkörper, die gelben Lamellen und seine Vorliebe für Nadelwälder und nährstoffarme, saure Böden.
Noch ähnlicher ist der Orangebraune Ritterling (Tricholoma arvernense). Sein Hut ist mehr gelborange gefärbt, außerdem hat er kleinere Sporen (5 × 3 µm), Basidien mit Schnallen und wächst im Nadelwald.
Am ähnlichsten ist der Sägeblättrige Ritterling (Tricholoma viridilutescens), der von einigen Mykologen als eigenständige Art, von anderen als Synonym des Grüngelben Ritterlings angesehen wird. Er soll insgesamt etwas schmaler und im Randbereich des Hutes deutlicher gelb gefärbt sein. Seine Lamellenschneiden sind meist grob gesägt. Das Fleisch ist mehr oder weniger gelblich und hat einen weniger auffällig mehligen Geruch und Geschmack. Die seltene Art wächst in Nadel- und Mischwäldern des Gebirges. Außerdem gibt es noch die mehr grauhütige Varietät coniferarum des Grüngelben Ritterlings, die im Nadelwald wächst.

## Ökologie und Phänologie
Der Grüngelbe Ritterling ist überwiegend mit Eichen, Buchen und Birken vergesellschaftet, man findet ihn daher vor allem in Laub- und Laubmischwäldern. Er wächst besonders gern auf besseren, kalkreichen Ton- oder Lehmböden. Auf Sandböden findet man ihn nur selten.
Die Fruchtkörper des Mykorrhizapilzes erscheinen in kleinen Gruppen von August bis Oktober (November).

## Verbreitung

Europäische Länder mit Fundnachweisen des Grüngelben Ritterlings.
Legende:
Länder mit Fundmeldungen
Länder ohne Nachweise
keine Daten
außereuropäische Länder

Der Grüngelbe Ritterling kommt in Nordamerika (USA), Zentralamerika (Costa Rica), Asien (Japan, Nordkorea) und Europa vor. In Europa ist er weit verbreitet, aber nur mäßig häufig bis selten. Im Süden reicht sein Verbreitungsgebiet von der Iberischen Halbinsel bis über Griechenland und Bulgarien bis zur Ukraine. Im Norden findet man ihn in ganz Fennoskandinavien. In Großbritannien ist er weit verbreitet aber nicht häufig, nur auf der Irischen Insel fehlt er. In den Niederlanden ist er ziemlich selten. Auch in Deutschland kommt der Ritterling nur zerstreut bis selten vor.

## Systematik
Der Gelbgrüne Ritterling wurde 1799 erstmals durch den britischen Naturforscher James Sowerby als Agaricus sejunctus beschrieben. Dieser Name wurde durch Elias M. Fries sanktioniert. 1872 stellte ihn der französische Mykologe Lucien Quélet in die Gattung Tricholoma, wodurch er seinen heute gültigen wissenschaftlichen Namen bekam. Weitere homotypische Synonyme sind laut Index Fungorum und Mycobank-Datenbank Agaricus leucoxanthus var. sejunctus (Sowerby) Pers., Gyrophila sejuncta (Sowerby) Quél. und Melanoleuca sejuncta (Sowerby) William Alphonso Murrill. Auch der Schuppenstielige Ritterling (Tricholoma coryphaeum (Fr.) Gillet) wird von einigen Mykologen als Synonym angesehen.
Laut Noordeloos und Christensen gibt es von Tricholoma sejunctum mindestens zwei konkurrierende Artkonzepte. Tricholoma sejunctum sensu Sowerby und Tricholoma sejunctum sensu Fries (1867), und M.M. Moser. Tricholoma sejunctum im Sinne von Fries und Moser bezieht sich auf eine Art aus dem Nadelwald, die mehr einheitlich gelbbraune Farben und kleinere Sporen hat. Diese Art wurde von M. Bon als Tricholoma arvernense neu beschrieben. M.M. Moser, der  Tricholoma sejunctum sensu Sowerby auch kannte, beschrieb dieses Taxon unter dem wissenschaftlichen Namen Tricholoma viridilutescens. Tricholoma sejunctoides Orton und Tricholoma subsejunctum Peck (sensu Moser) gehören ebenfalls zum Formenkreis und werden meist mit Tricholoma arvernense synonymisiert.
Daneben wurden zahlreiche Varietäten beschrieben. Von einer gewissen taxonomischen Bedeutung sind die von M. Bon beschriebenen ökologischen Varietäten fagetorum und coniferarum. Die Varietät fagetorum wächst im Buchenwald, während die zweite im Nadelwald wächst.

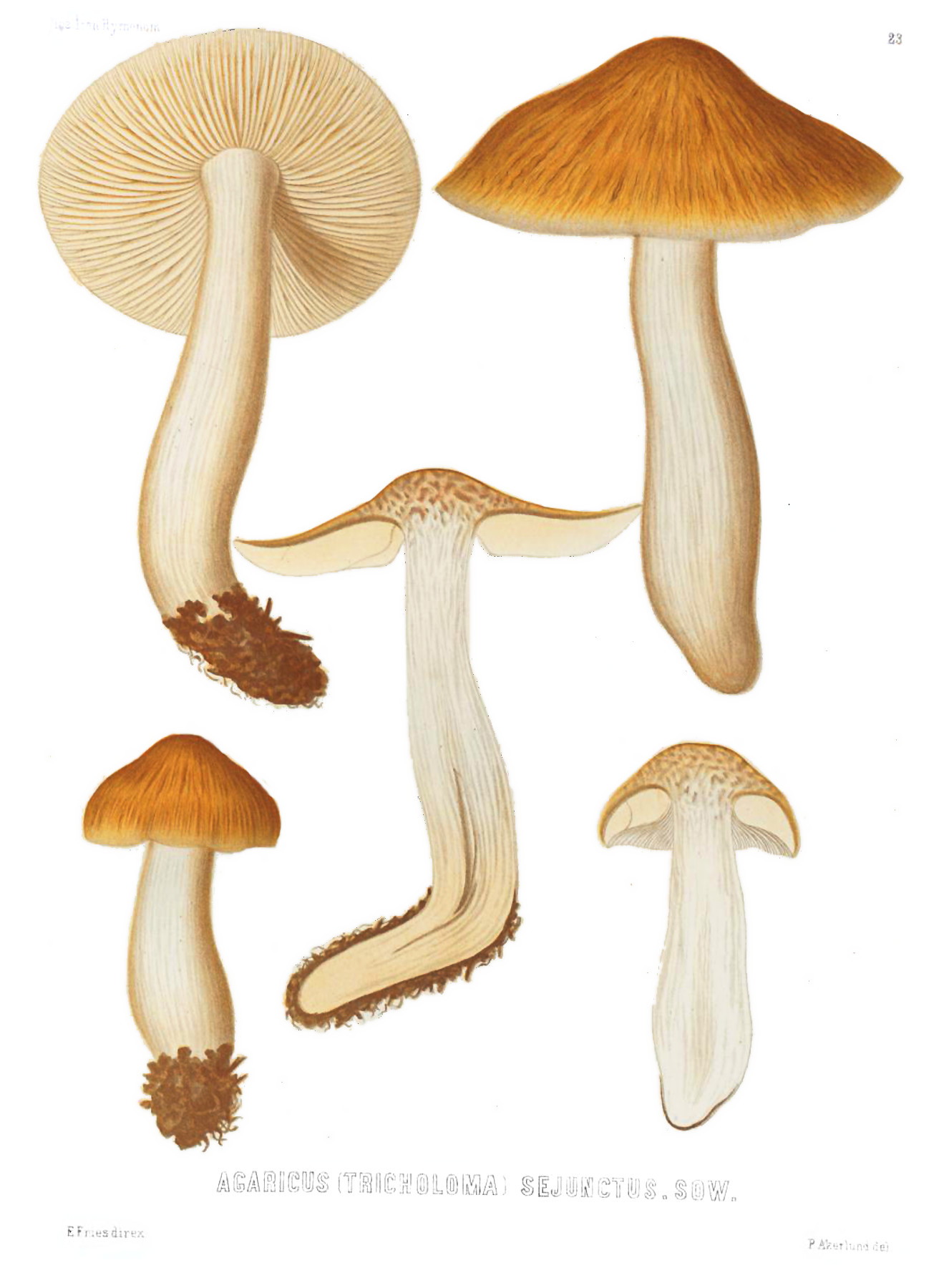
Tricholoma sejunctum sensu Sowerby entspricht M. Mosers Tricholoma viridilutescens
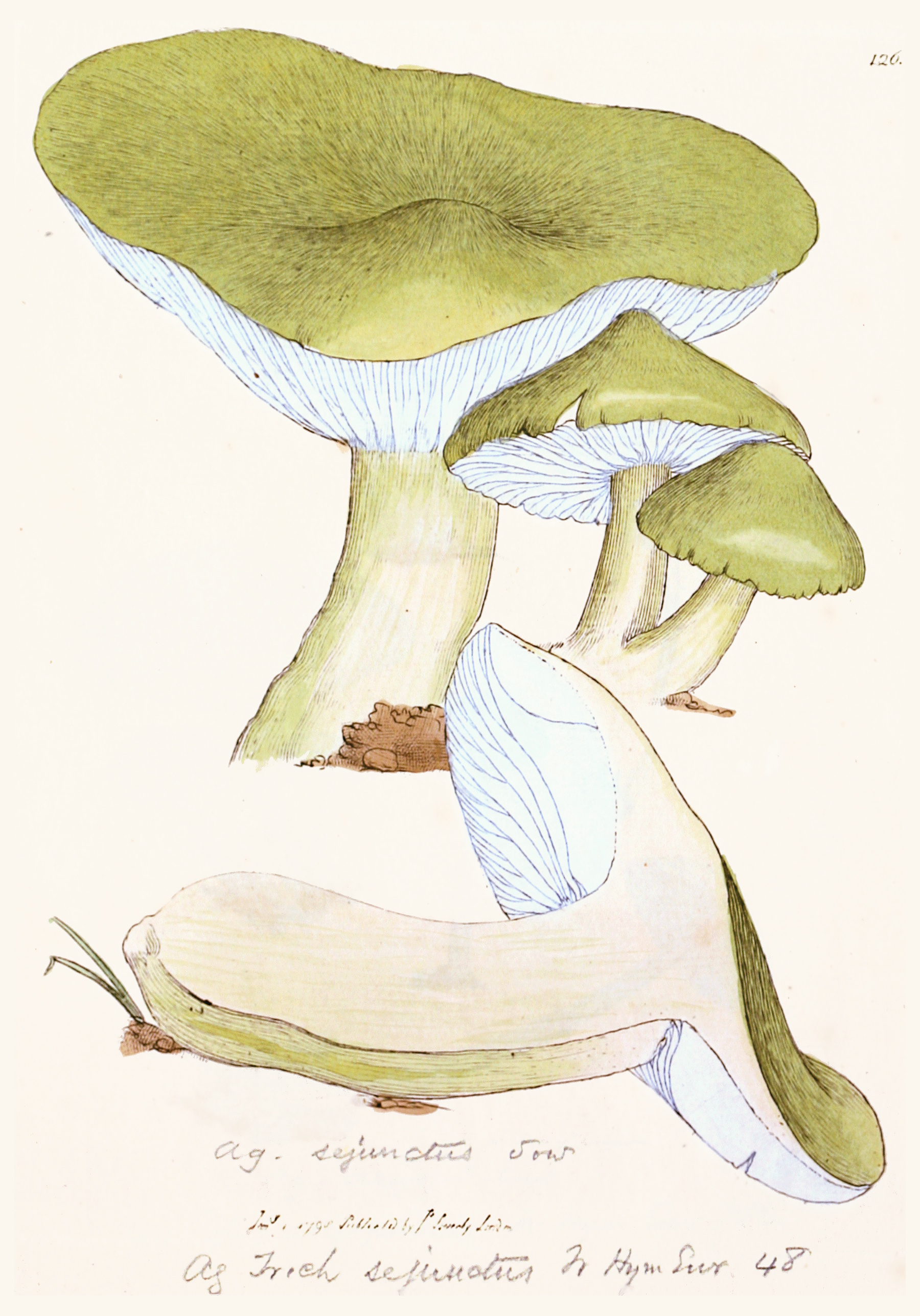
Tricholoma sejunctum sensu Fries und Moser ist synonym zu  Tricholoma arvernense
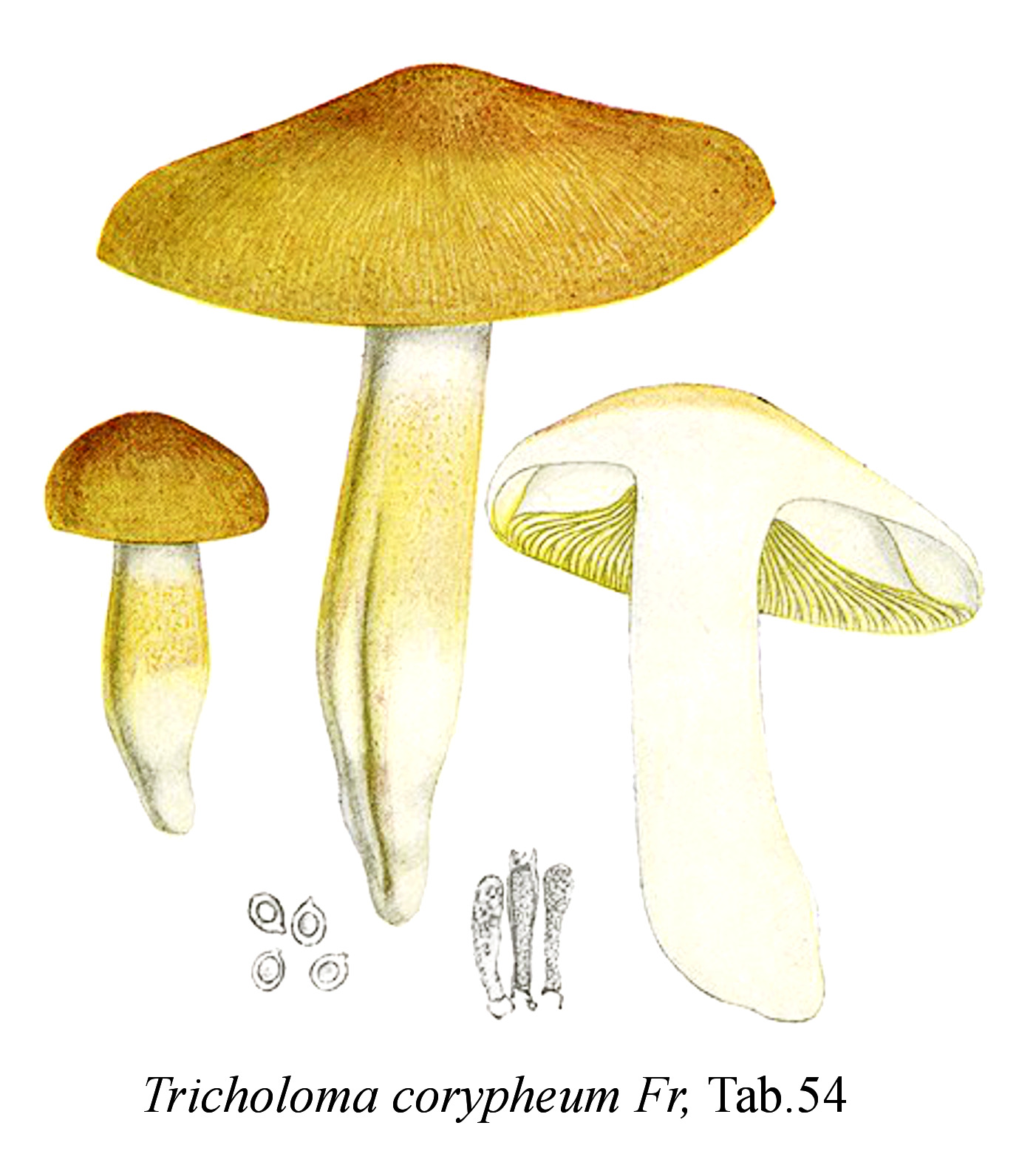
Tricholoma coryphaeum (G. Bresadola Iconographia Mycologica Tab. 54)

## Bedeutung
Laut M. Bon ist der Gelbgrüne Ritterling essbar, aber wegen seines bitterlichen Geschmacks kaum schmackhaft. Andere bezeichnen ihn als ungenießbar oder gar giftverdächtig, da er die gleichen Toxine enthalten könnte, wie der früher als Speisepilz geschätzte Grünling.